# Say You'll Stay
«Say You'll Stay» —en español: «Di que te quedarás»— es una canción interpretada por la banda estadounidense
R5. La pista fue escrita por Rocky Lynch, Riker Lynch y Mauli B, y producida por E-Vega. «Say You'll Stay» es una canción del género pop rock, en la cual habla de «un chico enamorado que no quiere que la chica que le gusta se vaya». La banda lanzó el sencillo el 26 de julio de 2011.

## Antecedentes
Es el primer sencillo de la banda, fue lanzado el 26 de julio de 2011. También a través del canal oficial de YouTube de R5 se puede ver en su versión acústica.

## Vídeo musical
El vídeo musical de «Say You'll Stay» se publicó el 26 de abril de 2011, a través del canal de YouTube de R5. 

## Créditos
- Voz — R5
- Composición — Rocky Lynch, Riker Lynch, Mauli B
- Producción — E-Vega
- Tambores — Ratliff
- Guitarras — Rocky Lynch, Ross Lynch
- Teclados – Rydel Lynch